# Juan Gelman
Juan Gelman (Ciudad de Buenos Aires, 3 de mayo de 1930-México, D. F., 14 de enero de 2014) fue un renombrado poeta argentino. Escritor desde su niñez, se desempeñó como periodista, traductor y militante activo en organizaciones político-militares como FAR y Montoneros. Exiliado durante la dictadura militar iniciada en 1976, retornó a la Argentina en 1988, -donde el Grupo Bardus de poesía, liderado por el poeta Gerardo Foia, organizó el Primer Encuentro Nacional de Poesía Joven, para darle lo que se llamó La Bienvenida del Regreso-, aunque se radicó en México. Buena parte de su vida y obra literaria se vieron signadas por el secuestro y desaparición de sus hijos y la búsqueda de su nieta nacida en cautiverio. Fue el cuarto argentino galardonado con el Premio Miguel de Cervantes, luego de Jorge Luis Borges, Ernesto Sabato y Adolfo Bioy Casares. Se lo considera uno de los grandes poetas contemporáneos de habla hispana, y un «expresionista del dolor». A su muerte, la Presidencia de la Nación Argentina decretó tres días de duelo nacional.

## Biografía
Nació en la Ciudad de Buenos Aires, en el número 300 de la calle Canning —actual Scalabrini Ortiz— en el barrio Villa Crespo. Fue el tercer hijo (el único nacido en Argentina) de un matrimonio de inmigrantes judíos ucranianos, José Gelman y Paulina Burichson. Aprendió a leer a los 3 años y pasó su infancia andando en bicicleta, jugando al fútbol y leyendo. Desde niño fue simpatizante de Atlanta, el club de fútbol del barrio, donde años después le pondrían su nombre a la biblioteca, algo que consideró «el homenaje más grande de su vida». Comenzó a escribir poemas de amor cuando tenía ocho años y publicó el primero a los once (1941) en la revista Rojo y Negro.
Realizó sus estudios secundarios en el Colegio Nacional de Buenos Aires. A los quince años ingresó a la Federación Juvenil Comunista. En 1948, comenzó a estudiar Química en la Universidad de Buenos Aires, pero abandonó poco después para dedicarse a pleno a la poesía, formando parte de la corriente llamada nueva poesía (1955-1967).
Fue uno de los fundadores del grupo El pan duro, en 1955, integrado por jóvenes militantes comunistas que proponían una poesía comprometida y popular y actuaban en cooperativa para publicar y difundir sus trabajos. Al año siguiente, el grupo decidió publicar su primer libro, Violín y otras cuestiones.
En 1959, influenciado por la Revolución Cubana comenzó a adherir a la vía de la lucha armada en Argentina y a disentir con la postura del Partido Comunista (PC).
Durante la presidencia de Guido, en 1963, fue encarcelado con otros escritores por pertenecer al PC en el marco del plan represivo CONINTES, hecho que provocó movimientos de solidaridad y publicaciones de sus poemas en protesta por su detención. Luego de ser liberado abandonó el Partido Comunista para comenzar a vincularse a sectores del peronismo revolucionario.
Con otros jóvenes que también habían abandonado el comunismo, como José Luis Mangieri y Juan Carlos Portantiero, formó el grupo Nueva Expresión y la editorial La Rosa Blindada que difundía libros de izquierda rechazados por el marxismo ortodoxo.

### Actividad como periodista
Comenzó a trabajar como periodista en la revista Confirmado en 1966; fue jefe de redacción de Panorama (1969), secretario de redacción y director del suplemento cultural del diario La Opinión (1971-1973), secretario de redacción de la revista Crisis (1973-1974) y jefe de redacción del diario Noticias (1974), al que había llegado el año anterior desde las FAR y donde, según el autor, transcurrieron los mejores momentos de su vida en los medios. En 1971 fue coguionista de la película Por los senderos del Libertador, que Jorge Cedrón realizara por encargo del dictador Alejandro Agustín Lanusse.

### Militancia en organizaciones guerrilleras
En 1967, se integró a la recién formada organización guerrillera Fuerzas Armadas Revolucionarias (FAR), de orientación guevarista, que combatió contra la dictadura militar autodenominada Revolución Argentina (1966-1973).
El 12 de octubre de 1973, FAR oficializó su fusión con el movimiento armado Montoneros. 
Fue uno de los principales dirigentes de la dirección de Montoneros entre 1973 y 1979, sirviendo como secretario de prensa de Montoneros para Europa, hasta su alejamiento en 1979.
En la jerarquía montonera, llegó a teniente. Cuando abandonó sus funciones, expresó en un comunicado que lo hacía para «proseguir la lucha revolucionaria contra la dictadura y por la liberación del pueblo argentino».

### Exilio
Durante la presidencia de facto de José María Guido —que asumió como presidente tras el derrocamiento de Arturo Frondizi— resultó encarcelado junto a un grupo de escritores por pertenecer al Partido Comunista. Ese breve paso por la cárcel, lo acercaron a los grupos disidentes de la línea oficial para acercarse a un peronismo entonces perseguido e ilegalizado.
En abril de 1975, viajó a Roma con su compañera de ese momento, Lilí Massaferro, enviado por Montoneros para hacer relaciones públicas y denuncias internacionales sobre la violación de derechos humanos en la Argentina, durante el gobierno de Isabel Perón (1974-1976). En esa misión se encontraba cuando se produjo el golpe de Estado del 24 de marzo de 1976, que impuso un régimen de terrorismo de Estado que causó la desaparición de 30 000 personas. Salvo un breve regreso clandestino ese año, permaneció exiliado en Roma, Madrid, Managua, París, Nueva York y México trabajando como traductor de la Unesco. Sus gestiones lograron el primer repudio a la dictadura publicado en 1976 en el diario Le Monde por parte de varios jefes de gobierno y de la oposición europeos, entre ellos François Mitterrand y Olof Palme.
En 1977 adhirió al recién creado Movimiento Peronista Montonero, aunque ya con disidencias y dos años más tarde lo abandonó en desacuerdo con el verticalismo militarista y con las negociaciones que su conducción había entablado en Francia con el miembro de la Junta Militar almirante Emilio Massera, lo cual ocurría a la vez que el MPM enviaba militantes de vuelta a la Argentina en el marco de lo que denominaron contraofensiva. Gelman expuso sus argumentos en una carta dirigida a su amigo Rodolfo Puiggrós y en un artículo publicado en Le Monde en febrero de 1979. A raíz de ello, fue acusado por Montoneros de traición y condenado a muerte.
Luego de que el 10 de diciembre de 1983 asumiera el gobierno democrático de Raúl Alfonsín, continuaron abiertas causas judiciales en las que se investigaban homicidios y otros delitos imputados a Montoneros, en las que tenía ordenada su captura, por lo cual no regresó al país. Esto ocasionó protestas de escritores de todo el mundo, entre ellos Gabriel García Márquez, Augusto Roa Bastos, Juan Carlos Onetti, Alberto Moravia, Mario Vargas Llosa, Eduardo Galeano, Octavio Paz, etc. A comienzos de 1988 la justicia dejó sin efecto la orden de captura y Gelman volvió en junio, luego de trece años de ausencia, pero decidió radicarse en México.
Hacia 1987, publicó Contraderrota. Montoneros y la Revolución Perdida, un libro con profundas críticas que fueron recordadas en una detallada nota que a su muerte habrá de publicar Horacio Verbitsky:

"La respuesta que Montoneros da a todo eso es incorrecta, ya que empieza a practicar una política elitista y, en el fondo, antipopular (...)".

El 8 de octubre de 1989 fue indultado por el presidente Carlos Menem, junto a otros 64 exintegrantes de organizaciones guerrilleras y a los militares acusados de violaciones a los Derechos Humanos. Rechazó la medida y protestó con una nota en Página/12:

"Me están canjeando por los secuestradores de mis hijos y de otros miles de muchachos que ahora son mis hijos".

### El secuestro y desaparición de sus hijos / búsqueda de la nieta
El 26 de agosto de 1976 fueron secuestrados sus hijos Nora Eva (19) y Marcelo Ariel (20), junto a su nuera María Claudia García Iruretagoyena (19), quien se encontraba embarazada de siete meses. Su hija Nora fue puesta en libertad (falleció en 2017), pero su hijo y su nuera desaparecieron junto a su nieta nacida en cautiverio. En 1978 Gelman supo a través de la Iglesia católica que su nuera había dado a luz, sin precisar dónde ni el sexo.
El 7 de enero de 1990 el Equipo Argentino de Antropología Forense identificó los restos de Marcelo, encontrados en un río de San Fernando (Gran Buenos Aires), dentro de un tambor de grasa lleno de cemento, asesinado de un tiro en la nuca.
En 1998, Gelman descubrió que su nuera había sido trasladada a Uruguay a través del Plan Cóndor, que vinculaba a las dictaduras sudamericanas y Estados Unidos, y que había sido mantenida con vida al menos hasta dar a luz a una niña en el Hospital Militar de Montevideo. A raíz de ello, exigió la colaboración de los Estados argentino y uruguayo en la investigación con el fin de hallar a su nieta. Gelman topó con la oposición a investigar del presidente de Uruguay Julio María Sanguinetti, con quien entabló un debate público, en el que volvió a ser apoyado por destacados intelectuales y artistas como Günter Grass, Joan Manuel Serrat, Darío Fo, José Saramago, Fito Páez.
En 2000, al mes de asumir el nuevo presidente de Uruguay, Jorge Batlle, la nieta, de nombre Macarena fue encontrada y Gelman pudo reunirse con ella. Luego de verificar su identidad, la joven decidió tomar los apellidos de sus verdaderos padres, para llamarse María Macarena Gelman García.
En 1999, Gelman exigió en público al jefe del Ejército Argentino, general Martín Balza, la investigación del secuestro y asesinato de su hijo, aportándole el nombre y documentación sobre el supuesto responsable inmediato del crimen, el general Eduardo Rodolfo Cabanillas.
Luchaba aún por encontrar los restos de su nuera María Claudia Irureta Goyena. Se había fijado 2008 para llevar a juicio oral y público a los militares y civiles acusados de dar muerte a Marcelo Ariel y a otras cuatro personas, además de ser responsables de secuestros y torturas de otros 60 ciudadanos en el centro clandestino de detención Automotores Orletti.

### Publicaciones después del destierro
Después de siete años sin publicar, en 1980 dio a conocer el libro Hechos y relaciones, al que le siguieron Citas y comentarios (1982), Hacia el Sur (1982) y Bajo la lluvia ajena (notas al pie de una derrota) (1983). Le siguieron La junta luz (1985), Interrupciones II (1986), Com/posiciones (1986), Eso (1986), Interrupciones-I e Interrupciones-II (1988), Anunciaciones (1988) y Carta a mi madre (1989).
En los años 1990 publicó Salarios del impío (1993), La abierta oscuridad (1993), Dibaxu (1994), Incompletamente (1997), Ni el flaco perdón de Dios/Hijos de desaparecidos, coautor con su esposa Mara La Madrid (1997), Prosa de prensa (1997) y Prosa de prensa (1999).
En la primera década del siglo XXI publicó Valer la pena (2001), País que fue será (2004); Mundar (2007); De atrásalante en su porfía (2009), Bajo la lluvia ajena (2009), El emperrado corazón amora (2011) y Hoy (2013). Desde ese año, Seix Barral ha empezado a editar toda su obra bajo el título de Poesía reunida.
Hasta su fallecimiento vivió en México y fue columnista del diario argentino Página/12.

## Premios
- Premio Mondello (1980)
- Premio Boris Vian (1987)
- Premio Nacional de Poesía (1997)
- Premio de Literatura Latinoamericana y del Caribe Juan Rulfo (2000)
- Premio Konex de Platino 2004: Poesía Quinquenio 1994-1998; Konex 1994: Poesía Quinquenio 1989-1993 y Konex 2014: Poesía Quinquenio 2009-2013 (post mortem)
- Premio Iberoamericano de Poesía «Pablo Neruda» (2005)
- Premio Reina Sofía de Poesía Iberoamericana (2005)
- Premio Cervantes (2007), el más prestigioso de la literatura en español
- Premio Leteo (2012) y varios otros.

El 25 de abril de 2008 depositó un mensaje en la Caja de las Letras del Instituto Cervantes que no se abrirá hasta el año 2050.

| Predecesor: Antonio Gamoneda | Premio Miguel de Cervantes 2007 | Sucesor: Juan Marsé |

## Obra
Empecé a escribir poemas a los nueve años. Claro que fue por una chica. Al principio le mandaba versos de un argentino del siglo XIX, Almafuerte, pero no me hizo caso. Así que decidí probar yo mismo. Tampoco me hizo caso. Ella siguió por su camino y yo me quedé con la poesía.

Publicó su primer poema, en la revista Rojo y Negro, hacia 1941, cuando tenía once años. Según su recuerdo, comenzaba así:

Al amor, sueño eterno y poderoso,
el destino furioso lo cambié.

### Grupo "El pan duro" (1955-1963)
Como en pocos artistas, en Gelman, vida y poesía (su vida y su poesía) se encuentran siempre entretejidas. Gelman comenzó su vida de poeta cuando promediaba la década de 1950.
Sus primeras publicaciones las realizó en la revista Muchachos. Poco después, en 1955, fue uno de los fundadores junto a otros jóvenes poetas, del grupo literario El Pan Duro, que proponía una poesía vinculada a la acción política, «eminentemente popular», el uso de un lenguaje coloquial vinculado a temas urbanos y que siguiera la cadencia tanguera. El grupo reconocía la influencia inmediata de César Vallejo y Raúl González Tuñón y con este último del Grupo Boedo que, en la década de 1920 inauguró la literatura social en Argentina.
Sostenían que «la poesía es un artículo de primera necesidad como el pan y el fusil... Ese 1955, con pueblo ametrallado y flores y marineros en andas en las calles del Barrio Norte, con multitudes humilladas y la revancha de las minorías celebrada en funciones de gala y recepciones de embajada, es también el año de nacimiento de El Pan Duro.» Hablaban de una «poesía en armas».
El grupo El pan duro estaba integrado por jóvenes poetas como José Luis Mangieri, Héctor Negro, Hugo Ditaranto, Juan Hierba (Nemirosky), Carlos Somigliana, Julio César Silvain, Juana Bignozzi, Navalesi, Harispe, Mezzera, Mase, todos como él militantes de la Juventud Comunista. Gelman se destacaba en el grupo por su calidad y también por una posición radical de la poesía como actitud de absoluta libertad, en contradicción con el mundo, para anticipar un nuevo mundo.

El discurso poético de Juan Gelman se distinguió desde el comienzo por un radicalismo avasallador. Era la suya una poesía peligrosamente atrevida en sus planteamientos más esenciales, una sentida inconformidad, una suerte de grito a todo pulmón, a pesar de las consecuencias que el gritar de ese modo podía acarrearle al autor. No es de extrañar que Gelman fuera a la cárcel por lo menos en dos ocasiones.

La primera edición del grupo fue el primer libro de poemas de Gelman, Violín y otras cuestiones, en 1956, con prólogo de González Tuñón, que fue vendido por sus propios integrantes hasta agotarlo. Para su difusión concurrían «a sindicatos y a bibliotecas populares, a clubes y teatros independientes, a facultades y patios de conventillos, a sociedades de fomento y a todo lugar donde se lo necesita el pan duro pero luminoso de la nueva poesía».
Ya para entonces, su poesía y la del grupo intentaba construirse a partir del lenguaje cotidiano y romper con lo que estaba en boga, liderada por el discurso y los patrones estéticos que había establecido Pablo Neruda. En 1959 publicó El juego en que andamos y en 1961, Velorio del solo, pero la ruptura habría de concretarse al año siguiente con su cuarto libro, Gotán, que marcaría también su alejamiento del grupo El pan duro, debido a sus disidencias con la línea política del Partido Comunista en la Argentina, y aunque al año siguiente sería encarcelado en el marco del Plan represivo CONINTES por pertenecer al PC, poco a poco se iría sumando al peronismo revolucionario.

### La nueva poesía hispanoamericana. DeGotánaCólera buey
Gotán quiere decir "tango" en vesre, una modalidad del lunfardo, el habla popular rioplatense. Su cuarto libro es al mismo tiempo, cierre de su etapa inicial con El pan duro y consolidación de una nueva corriente poética que se conoció como nueva poesía hispanoamericana. La nueva poesía no se proponía sólo cambiar el mundo, como en Neruda, sino también cambiar la palabra misma. Esta sería desde entonces la característica central de la poesía gelmaniana y de cada uno de los libros que iría publicando.
En Gotán Gelman introduce el humor y el absurdo, como componentes cotidianos del hombre y la mujer del pueblo. En simultáneo, otros poetas latinoamericanos seguían el mismo camino como Nicanor Parra en Chile, Ernesto Cardenal en Nicaragua, Roque Dalton en El Salvador, Antonio Cisneros en Perú, Mario Benedetti en Uruguay, Roberto Fernández Retamar en Cuba.
La nueva poesía hispanoamericana buscaba acercar la poesía al habla popular y a las cosas del hombre y la mujer común, pero sin recurrir al estilo panfletario y directo que había caracterizado a la poesía social de los años 1930 y 40, y sobre todo con el compromiso personal. La propuesta poética que sostiene en Gotán es que el poeta mismo debe comprometerse con el cambio del mundo: «ni a irse ni a quedarse, a resistir». El poeta debe ser uno más del pueblo y compartir con el pueblo sus alegrías y tristezas, y sobre todo su suerte. Es aquí donde su oposición con Neruda se extrema: el poeta para Gelman no es el ser elegido de Neruda, sino otra persona común, uno más.
La elección de la palabra «tango» al revés («gotán») para titular su libro tiene hondas implicancias. En primer lugar, concebir su propia poesía como tango, es decir con una cadencia y un ritmo propios de «la ciudad en que nací». Pero también significó acercarse a la que por entonces era la música popular por excelencia (Gelman mismo era un joven «milonguero»), en América Latina, con el fin de compartir códigos y guiños masivos, pero jugando con los mismos con humor e ironía, para evitar caer en lugares comunes. Toma del tango su característica de reflexión existencial y trágica. Sus poemas tangueros implican el hallazgo de un formato capaz de conducir su proyecto poético: ruptura, compromiso y cotidianeidad popular. Gelman dice que si para Borges «el tango es una manera de caminar» para él «el tango es una manera de conversar».
En 1965, Gelman publicó en Cuba una primera versión de Cólera buey, pero recién terminaría de definir su contenido en 1971. El libro abarca poemas escritos entre 1962 y 1968, que formaban parte de nueve libros inéditos. En este libro Gelman experimenta y descalabra las más diversas expresiones con el fin de madurar su estilo. Si Gotán marcó la ruptura con la poesía nerudiana, Cólera buey marca la consolidación de un nuevo estilo poético y señala un momento a partir del cual Gelman comenzará a revolucionarse a sí mismo en cada libro.

### Sidney West (el falso poeta): humor y poesía antes del exilio
En 1969, Gelman publicó su sexto libro, Traducciones III. Los poemas de Sidney West. Se trata de un juego delirante, en el que Gelman inventa a un supuesto poeta estadounidense, llamado Sidney West, al que le atribuye los poemas que él dice estar traduciendo. En realidad la idea es una continuación de los poemas Traducciones I y Traducciones II, incluidos en su libro anterior, Cólera buey, en los que los poetas inventados se llaman John Wendell y Yamanocuchi Ando.
En este libro, alcanza una extrema libertad de lenguaje, combinada con el humor, la ficción y el relato de historias pequeñas, de gente simple, de un supuesto pequeño pueblo estadounidense.
Este estilo inclasificable, en el que el escritor aparentemente utiliza la poesía para narrar historias, pero en las que lo importante no es la historia narrada sino la poesía y la expresión misma, así como la complicidad con el lector en el acto humorístico, Gelman va a volver a utilizarlo en su séptimo libro, Fábulas (1971), pero ahora para hablar de personajes imaginarios o históricos.
En 1973, ya recuperada la democracia y establecido en el gobierno el presidente Héctor Cámpora, perteneciente a la izquierda peronista, publicó su octavo libro Relaciones. En esa obra, comienza a utilizar con insistencia la pregunta, a fin de invitar a la reflexión abierta. Por otra parte sus frases comienzan a ser más y más fragmentarias, compuestas de palabras balbuceadas, atadas al ritmo de su propio fluir. También aquí comenzó a utilizar barras para señalar ritmos y significados, un recurso que mantendría hasta Incompletamente (1997).

### Poesía, exilio y dictadura (1976-1983): "Carta abierta"
Durante siete años (1973-1980), no publicaría ningún libro. En 1980 sacó Hechos y relaciones, que son dos libros, una reedición de Relaciones (1973) y uno nuevo, Hechos (1980). Escribe sobre la lucha contra la dictadura, la derrota, el exilio y las muertes, pero sobre todo a partir de Hechos, su poesía incluye el dolor y el desgarramiento interno, capaz de transmitir una conmoción emocional pocas veces alcanzada en la poesía. Puede decirse que la extrema barbarie de la dictadura argentina tuvo en Gelman al poeta que la desnudó. En nuevas reediciones el libro incluiría otros poemas encuadrados en la misma época y situación, como Notas («te voy a matar/derrota. nunca me faltará un rostro amado para matarte otra vez.»), Carta abierta y Si dulcemente, aparecidos. Entre ellos sobresale Carta abierta dedicado a su hijo desaparecido, que ha sido considerado como «una de las más arduas, hondas y lúcidas indagaciones en el dolor que presenta la poesía de todos los tiempos».
En 1982, publicó Citas y Comentarios, dos libros impresos juntos correspondientes a poemas escritos entre 1978 y 1979. Se trata de poemas construidos a partir de frases de otros, muchos de ellos pertenecientes al Siglo de Oro Español del siglo XVI, entre ellos santos como Santa Teresa de Jesús y San Juan, tangueros como Homero Manzi y Alfredo Le Pera, un poeta maldito como Baudelaire, un pintor frecuentador de la locura como Van Gogh, etc. Se trata de una poesía de diálogo («y el alma en sus pasitos por la de-solación como vos/palabra tuya»), de búsqueda y de reflexión, hermética e impecable. Estos poemas están en estrecha relación con dibaxu, un libro de poemas en sefardí escritos en esa época, pero publicados en la década siguiente.

Escribí los poemas de dibaxu en sefardí, de 1983 a 1985. Soy de origen judío, pero no sefardí, y supongo que eso algo tuvo que ver con el asunto. Pienso, sin embargo, que estos poemas sobre todo son la culminación o más bien el desemboque de Citas y Comentarios, dos libros que compuse en pleno exilio, en 1978 y 1979, y cuyos textos dialogan con el castellano del siglo XVI. Como si buscar el sustrato, hubiera sido mi obsesión. Como si la soledad extrema del exilio me empujara a buscar raíces en la lengua, las más profundas y exiliadas de la lengua. Yo tampoco me lo explico.

### Los 80: democracia y exilio. "Carta a mi madre"
A comienzos de 1988, la justicia dejó sin efecto la orden de captura; en junio, volvió al país pero decidió radicarse en México.
En esta etapa publicó cuatro libros: Anunciaciones (1988), Interrupciones I (1988), Interrupciones II (1988) y Carta a mi madre (1989). Se trata de poemas afectados por la desazón.
En Anunciaciones los signos de exclamación ocupan un lugar central, reemplazando a las preguntas que poblaban sus libros anteriores. Está integrado por poemas de amor desolados. Es uno de sus libros más herméticos.
Interrupciones I y II confirman ese estado de desolación combativa de Gelman en los 80 («entre las 5 y las 7,/cada día,/ves a un compañero caer./No pueden cambiar lo que pasó»).

Los poemas de Interrupciones I y II son como esas horas pasadas siempre en otro lugar, cuando es tarde de antemano y se espera lo que ya no ocurrió ni ocurrirá. El poeta no calla ante el estupor porque es la materia misma de su escritura, la grieta donde abreva el silencio.

En 1989, Gelman publicó uno de sus libros cumbre, Carta a mi madre, motivado en la muerte de ella por cáncer hacia 1982, cuando él se encontraba exiliado en París y trataba de obtener un pasaporte falso para a volver a verla antes de morir. El libro mismo es un largo poema. Eduardo Galeano lo describe como una obra en la que «el hijo rescata desesperadamente a la madre muerta, se impone a sí mismo su esencia, la percibe, la escucha, casi la toca con las palabras que fueron, que son de ambos todavía».
En esta década y en la siguiente, los argentinos descubrirían la poesía desgarradora y desgarrada de Gelman, una de las expresiones más profundas de la tragedia padecida por los latinoamericanos, que había sido silenciada por la censura de la dictadura.

### Los 90: "Incompletamente"
En los años 1990, publicó tres libros de poesía (Salarios del impío, 1993; Dibaxu, 1994; e Incompletamente, 1997) y sus primeros tres libros en prosa (Prosa de prensa, 1997; Ni el flaco perdón de Dios/Hijos de desaparecidos -con su compañera Mara La Madrid-, 1997; y Nueva prosa de prensa, 1999). Dentro de la habitual originalidad y libertad expresiva de cada nueva producción de Gelman, sus trabajos de la década de 1990 llaman la atención por la irrupción destacada de la prosa.
En Salarios del impío (1993) y sobre todo en Incompletamente (1997), un libro de sonetos, desarrolla un lenguaje incapaz de completarse. Por ese camino llega al soneto, como forma poética de lo incompleto, como pieza residual en el proceso fallido de crear una obra mayor.

Cada libro del autor, desde los años 70, implica una sorpresa y un nuevo rumbo. También cada uno, cada vez más, produce la sensación de extremar alguna propuesta. Con Salarios del impío (1993) y el reciente Incompletamente, Gelman parece arrojado a un hermetismo vertiginoso, conectado a la búsqueda mística que había iniciado en citas y comentarios. Lo más probable es que en el próximo libro ataque por algún flanco inesperado, retomando de un nuevo modo un viejo aspecto de su poesía o introduciendo una novedad radical. Con Gelman nunca se sabe.
Freidemberg

Los dos libros dedicados a la prosa de prensa reúnen sus artículos de Página/12. Sin embargo, su publicación como libro, va más allá de una recopilación, para conformarlos como obra literaria realizada a través de un género que el autor se encarga de prestigiar desde el título.
Gelman ha bromeado varias veces con la explicación de que su inclinación absoluta por la poesía se debe a su «fiaca» (holgazanería), para escribir cuentos y novelas. Pero para Gelman la prensa siempre tuvo un papel privilegiado. En su concepción militante de la poesía («soy un militante que escribe poesía»), la prosa de prensa no es una actividad accidental, sino un complemento de su poesía para la militancia. En esos trabajos hay dos temas preeminentes: el Holocausto y el genocidio de la última dictadura argentina. Entre los artículos se destaca Miradas sobre el robo de bebés en la dictadura argentina, que él califica como «el peor de los crímenes» en el que «el bebé era robado hasta la mirada de su madre».
Su tercer libro de prosa, Ni el flaco perdón de Dios/Hijos de desaparecidos (1997), realizado con su compañera Mara La Madrid, está dedicado a ceder su propia palabra para dársela a los hijos de los desaparecidos y significar su lugar en la sociedad Argentina, a través de sus testimonios directos.

### El sigloXXI: "Mundar"
En la primera década del siglo XXI, habiendo entrado en su séptima década de vida, publicó cuatro libros: Valer la pena (2001), País que fue será (2004), Miradas (2006) y Mundar (2007).
Valer la pena (2001) está integrado por 136 poemas escritos entre el momento que descubrió dónde se encontraba su nieta (1998), Macarena, y el encuentro con ella (2000). Gelman hace del título un manifiesto, tomando la frase del poema "Cada día que pasa" de su amigo y compañero en Montoneros, el poeta Paco Urondo, asesinado en 1976. En Valer la pena, parece comenzar a encontrar un camino que valga la pena conectando el pasado truncado de su hijo y el futuro significativo de su nieta, como hija de desaparecidos, pero también como otra memoria, menos dolida. Uno de los puntos más altos del libro es "Regresos": «vuelves y vuelves / y te tengo que explicar que estás muerto».
En 2004 publicó País que fue será (2004), integrado por 89 poemas escritos entre 2001 y 2001: «cuando el dolor se parece a un país/ se parece a mi país». El libro fue premiado en la Feria del Libro de Buenos Aires como el mejor de ese año.

Han tenido que pasar 28 años desde lo que ocurrió para que yo pudiera escribir este libro... Yo realmente no creo que el dolor desaparezca nunca, pero lo que mejoró, digamos, es la convivencia con ese dolor y la relación con mi país.

Miradas (2006) está compuesto por 77 textos en prosa recopilados, en los que se realizan retratos de artistas focalizando la mirada en aspectos de sus vidas privadas que habitualmente las biografías omiten pero que permiten una comprensión más profunda de sus personalidades.
En 2007 publicó Mundar, un poderoso verbo de su invención, relacionado con vivir el mundo, o hacer del mundo un mundo. El libro contiene 121 poemas; continúa y profundiza el proceso ya mostrado en País que fue será (2004) «de reconciliación y de reconstrucción» sin excluir la memoria y la tristeza. Contiene imágenes irresistibles como «la/ muchacha más linda del salón/ la de pechos que hablaban» (Baires) y «obligaremos al futuro / a volver otra vez» (Sucederá).
En un reportaje de Vicente Muleiro con motivo de la publicación de Mundar, Gelman dice:

Periodista: Vamos al libro, a "Mundar"... Hay también expectativas esperanzadas eso de "rostros que empiezan de nuevo" o "la boca/abierta a vientos de nacer", entre otros. Y, por excelencia estos versos "obligaremos al futuro / a volver otra vez". Nada menos.

Juan Gelman: Es ese futuro con el que soñamos muchas veces en otras épocas. Es un intento de dar existencia al futuro y por lo tanto también al presente. Qué le voy a hacer, soy un esperanzado sin remedio.

Periodista: ¿También en términos políticos?

Juan Gelman: También en términos políticos, aunque hay períodos de la historia, como el que atravesamos, donde las expectativas de cambio retroceden a zonas pantanosas. Pero la misma historia demuestra que hay flujos y reflujos y que la expectativa vuelve. Todo esto tiene que ver con la utopía. La utopía jamás se cumple, fracasa, pero deja una renovación y la idea imperiosa de retomarla. Pero yo no creo que vea ya otra etapa de renovación.

## Publicaciones

### Poesía
- Violín y otras cuestiones, 1956.
- El juego en que andamos, 1959.
- Velorio del solo, 1961.
- Gotán, 1962.
- Cólera buey, 1964.
- Traducciones III. Los poemas de Sydney West, 1969.
- Fábulas, 1971.
- Relaciones, 1973.
- Hechos y relaciones, 1980.
- Si dulcemente, 1980.
- Citas y Comentarios, 1982.
- Hacia el Sur, 1982.
- Com/posiciones, 1986.
- Interrupciones I, 1986.
- Interrupciones II, 1988.
- Anunciaciones, 1988.
- Carta a mi madre, 1989.
- Salarios del impío, 1993.
- Dibaxu, 1994.
- Incompletamente, 1997.
- Valer la pena, 2001.
- País que fue será, 2004.
- Mundar, 2007.
- De atrásalante en su porfía, 2009.
- Bajo la lluvia ajena, 2009.
- El emperrado corazón amora, 2011.
- Hoy, 2013.

### Antologías poéticas
- Poemas, Casa de las Américas, La Habana, 1960. (Al cuidado de Mario Benedetti y Jorge Timossi).
- Obra poética, Corregidor, Buenos Aires, 1975.
- Poesía, Casa de las Américas, La Habana, 1985. (Prólogo y selección de Víctor Casaus).
- Antología poética, Vintén, Montevideo, 1993. (Selección, prólogo y bibliografía completa de Lilián Uribe).
- Antología personal, Desde la Gente, Instituto Movilizador de Fondos Cooperativos, Buenos Aires, 1993.
- En abierta oscuridad, Siglo XXI, México, 1993.
- Antología poética, Espasa Calpe, Buenos Aires, 1994. (Selección y prólogo de Jorge Fondebrider).
- De palabra, 1971-1987. Visor, Madrid, 1994. (Prólogo de Julio Cortázar).
- Oficio Ardiente, Patrimonio Nacional y la Universidad de Salamanca, 2005.
- Poesía reunida, Seix Barral (en dos volúmenes), 2012.

### Prosa
- Exilio (en coautoría con Osvaldo Bayer), editorial Legasa, Buenos Aires, 1984.
- Prosa de prensa, Ediciones B, España, 1997.
- Ni el flaco perdón de Dios/Hijos de desaparecidos (en coautoría con Mara La Madrid), Planeta, Buenos Aires, 1997.
- Nueva prosa de prensa, Ediciones B Argentina, Buenos Aires, 1999.
- Afganistán/Iraq: el imperio empantanado, Buenos Aires, 2001.
- Miradas, Seix Barral, Buenos Aires, 2005.
- Escritos urgentes, Capital Intelectual, Buenos Aires, 2009.
- Escritos urgentes II, Capital intelectual, Buenos Aires, 2010.
- El ciempiés y la araña, ilustraciones de Eleonora Arroyo, Taller de comunicación gráfica, México, 2011.

## Filmografía
Coguionista
- Por los senderos del Libertador (1971) dir. Jorge Cedrón

### Documental
- Gelman tiene particular destaque en el documental de 2024 Jorge Batlle: entre el cielo y el infierno, dirigido por Federico Lemos.[54]